# 佐藤員暢
佐藤 員暢（さとう かずのぶ、1953年（昭和28年）5月2日 - ）は、日本の工学者。愛媛大学客員教授。元徳島工業短期大学教授。徳島大学工学部卒業。徳島県出身。

## 経歴
徳島県出身。1985年（昭和60年）に徳島大学工学部精密機械工学科を卒業、後に博士（学術）を授与。大学卒業後は同大学工学部の非常勤講師を経て徳島工業短期大学自動車工業学科の教授に就任。2010年（平成22年）に愛媛大学客員教授に就任。
これまでに四国EVチャレンジ2000委員会副会長・愛媛県EV開発センター長・電気自動車普及協会理事などを歴任。また日本機械学会・計測自動制御学会・自動車技術会・農業機械学会・植物工場学会・電気自動車研究会などに所属した。

## 著書
- 『EV・電気自動車』（高行男、2002年5月20日、山海堂）